# Nadka Golcheva
Nadka Golcheva (en bulgare Надка Голчева), née le 12 mars 1952 à Churicheni est une joueuse bulgare de basket-ball, médaillée aux Jeux olympiques d'été de 1976 et de 1980. 

## Palmarès
- Médaillée de bronze olympique 1976
- Médaillée d'argent olympique 1980
- Médaillée d'argent du championnat d'Europe de basket-ball féminin 1972
- Médaillée de bronze du championnat d'Europe de basket-ball féminin 1976
- Médaillée d'argent du championnat d'Europe de basket-ball féminin 1983